# Loudonville

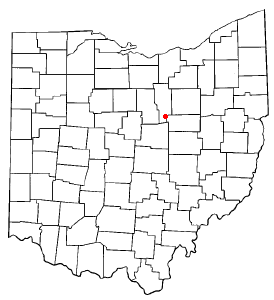
Loudonville na planie stanu Ohio

Lindsey – wieś w USA, w hrabstwach Ashland i Holmes, w stanie Ohio.
Według danych z 2000 roku wieś zamieszkiwana była przez 2 906 mieszkańców.